# Rafael Leónidas Felipe y Núñez
Rafael Leónidas Felipe y Núñez (ur. 12 września 1938 w Villa Tapia) – dominikański duchowny rzymskokatolicki, w latach 2000-2015 biskup Barahona.

## Życiorys
Święcenia kapłańskie przyjął 25 marca 1965. 7 grudnia 1999 został prekonizowany biskupem Barahona. Sakrę biskupią otrzymał 22 stycznia 2000. 3 lutego 2015 przeszedł na emeryturę. 10 września 2016 został mianowany administratorem apostolskim San Pedro de Macorís, pozostał nim do 30 grudnia 2017.